# McClain Sisters
McClain Sisters je americká popová hudební skupina založená v New Yorku. Skládá se ze tří sester Chiny Anne McClain, Sierry Ayliny McClain a Lauryn Alisy McClain. Objevily se ve filmu "Daddy's Little Girls."

## Kariéra
14. června 2011 McClain Sisters fakticky vznikly a podepsaly smlouvu s vydavatelstvím Hollywood Records z Disney Music Group. China a její sestry zpívaly 11. března 2012 svůj nový singl "Rise" v Mall of America. Objeví se na jejich nadcházejícím albu a zároveň je to hlavní píseň filmu Disneynature Cimpanzee, ale také hymna Friends for Change pro rok 2012 a letošní sezóny pořadu Friends for Change Games. Písnička měla premiéru v iTunes Store 23. března 2012 a videoklip k ní měl premiéru 26. března 2012 na Vevu. Objevil se rovněž v jedné z epizod seriálu Austin a Ally na Disney Channel. Zde je také China hlavní postavou seriálu Farma RAK.

## Turné
- 2012 – Better with U Tour